# لیلی مدیگان

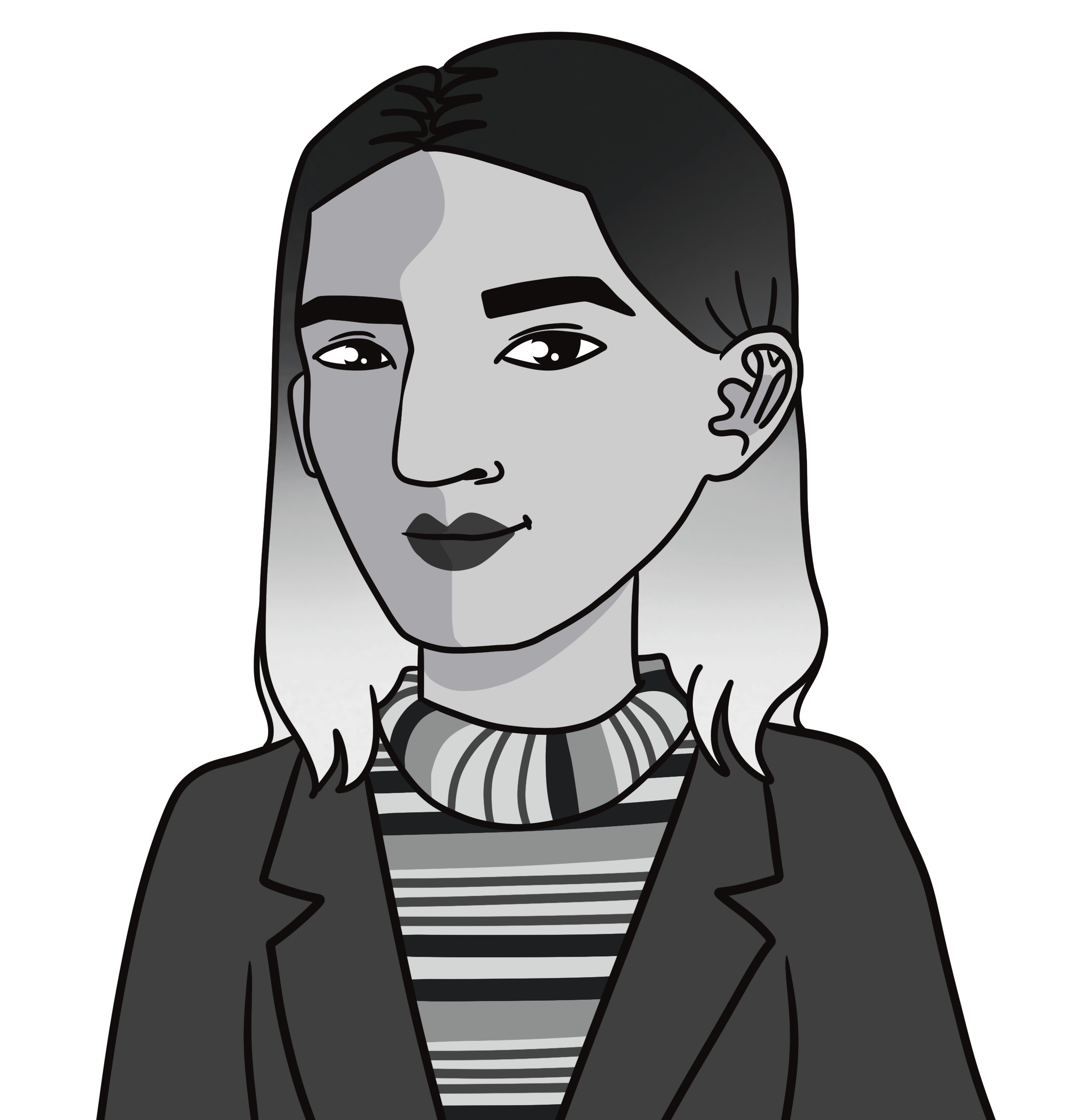

لیلی مدیگان (به انگلیسی: Lily Madigan) (زاده ۱۶ ژانویهٔ ۱۹۹۸) سیاست‌مدار انگلیسی و عضو حزب کارگر است.
او یک زن ترنس است.